# KRACK

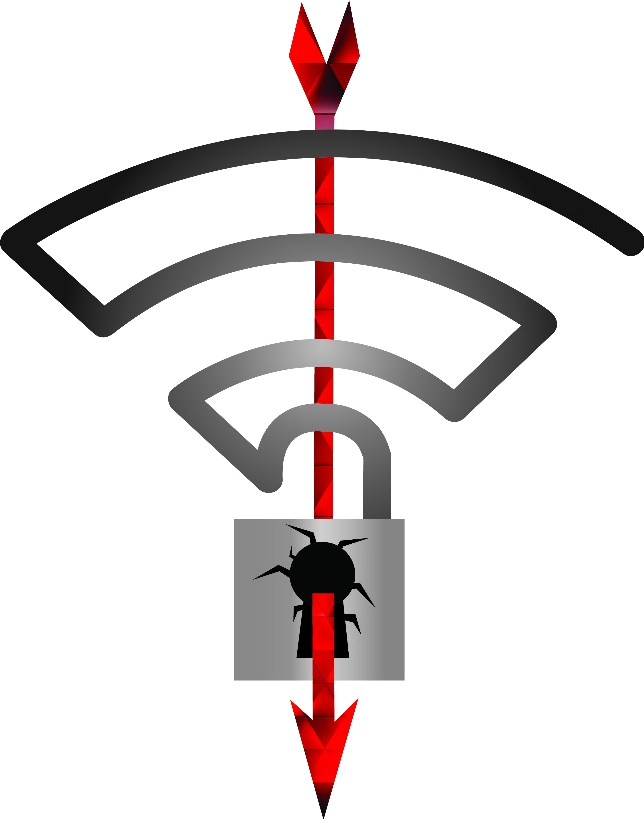
KRACK attack logo

KRACK (Key Reinstallation Attack) là một cuộc tấn công phát lại nghiêm trọng (một loại lỗ hổng có thể khai thác) trên giao thức Wi-Fi Protected Access được dùng để đảm bảo kết nối Wi-Fi. Nó đã được phát hiện vào năm 2016  bởi các nhà nghiên cứu người Bỉ Mathy Vanhoef và Frank Piessens thuộc Đại học Leuven . Nhóm nghiên cứu của Vanhoef đã công bố chi tiết về cuộc tấn công vào tháng 10 năm 2017. Bằng cách liên tục đặt lại con số nonce truyền trong bước thứ ba của bắt tay WPA2, kẻ tấn công có thể dần dần kết hợp các gói tin mật mã được thấy trước đó và tìm hiểu toàn bộ keychain được sử dụng để mã hóa lưu lượng truy cập.
Sự yếu kém nằm ở chính tiêu chuẩn Wi-Fi, chứ không phải trong các sản phẩm hoặc triển khai riêng lẻ. Do đó, bất kỳ việc thực hiện chính xác WPA2 là dễ bị tổn thương. Tính dễ bị tổn thương ảnh hưởng đến tất cả các nền tảng phần mềm lớn, bao gồm Microsoft Windows, macOS, iOS, Android và Linux.
Việc sử dụng mã nguồn mở wpa_supplicant, được sử dụng bởi Linux, Android và OpenBSD, đặc biệt nhạy cảm vì nó có thể được thao tác để cài đặt khóa mã hóa all-zeros, vô hiệu hóa hiệu quả bảo vệ WPA2 trong cuộc tấn công man-in-the-middle attack.